# Freneuse, Seine-Maritime
Freneuse är en kommun i departementet Seine-Maritime i regionen Normandie i norra Frankrike. Kommunen ligger i kantonen Caudebec-lès-Elbeuf som tillhör arrondissementet Rouen. År 2022 hade Freneuse 993 invånare.

## Befolkningsutveckling
Antalet invånare i kommunen Freneuse
| Referens: INSEE |